# Gračec
Gračec je vesnice v Chorvatsku v Záhřebské župě. Je součástí opčiny Brckovljani, od jejíhož stejnojmenného střediska se nachází 2 km východně. Nachází se asi 7 km severovýchodně od města Dugo Selo a 31 km východně od centra Záhřebu. V roce 2011 zde žilo 1 127 obyvatel, přičemž počet obyvatel od roku 1991 vzrostl téměř dvojnásobně.
Gračec vznikl v roce 1900 spojením dvou vesnic − dolní (Donji Gračec) a horní části (Gornji Gračec). První písemná zmínka pochází z roku 1670. Počet obyvatel se po většinu času pohyboval v rozmezí tří a pěti set, až od roku 1991 začal jeho extrémní nárůst. Vesnicí prochází župní silnice Ž3034. Asi tři kilometry východně od Gračce protéká řeka Lonja.

## Sousední vesnice
| Růžice kompasu | Stančić     |        | Lonjica | Růžice kompasu |
| Růžice kompasu | Brckovljani | Sever  |         | Růžice kompasu |
| Růžice kompasu | Brckovljani | Gračec |         | Růžice kompasu |
| Růžice kompasu | Brckovljani | Jih    |         | Růžice kompasu |
| Růžice kompasu | Prikraj     |        |         | Růžice kompasu |